# Forte Penfeld
Il Forte Penfeld fu uno dei forti a protezione della rada di Brest, una rada di mare davanti alla città di Brest.

## Storia

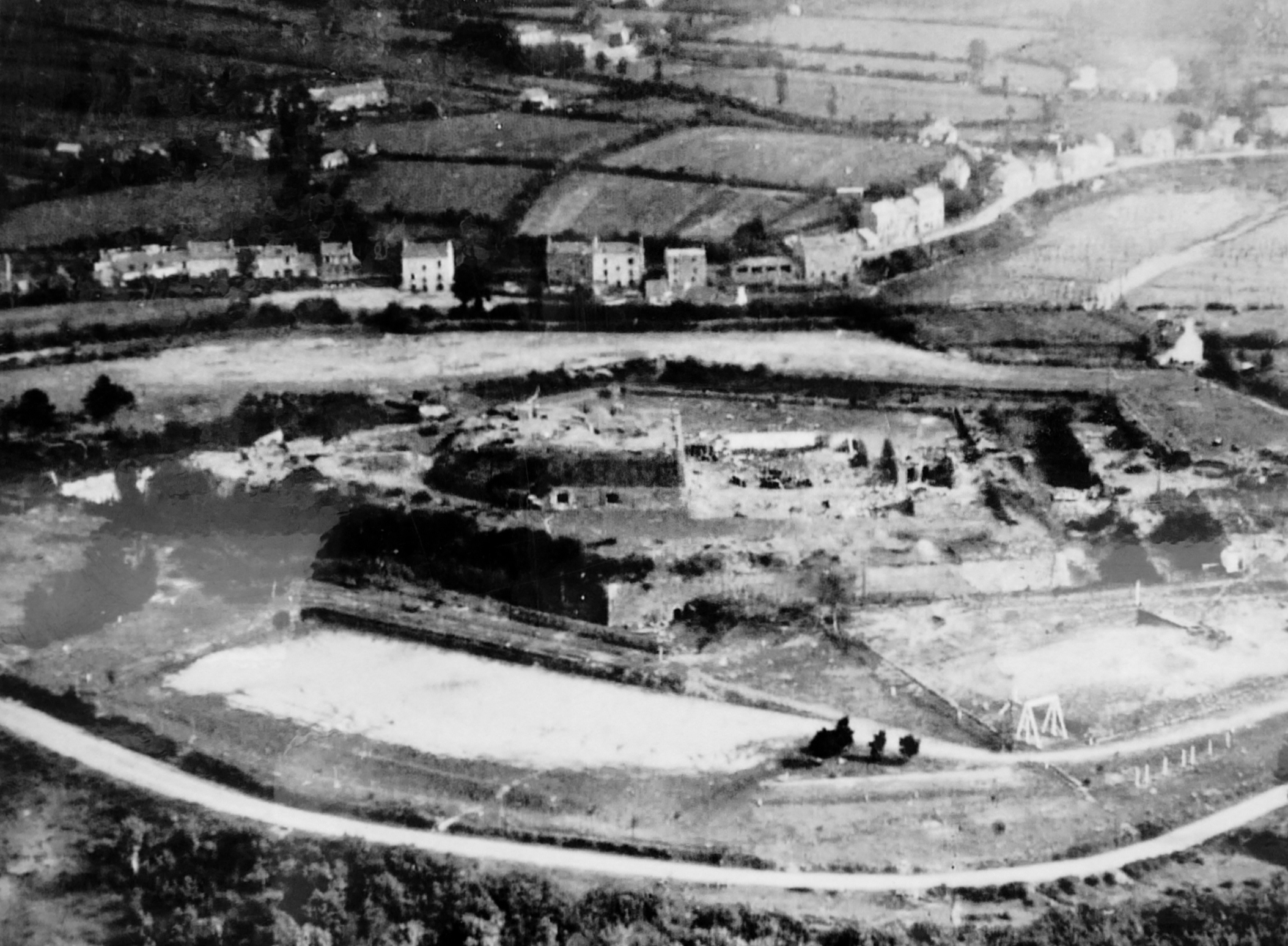
Il bombardamento americano del 1944

Il forte Penfeld, all'interno della linea difensiva della città di Brest era posizionato in una posizione essenziale, ovvero era quello posizionato più a nord, oltre al fiume Penfeld, da cui prende il nome. In particolare occupa si estende su di un pianoro alla confluenza dei due valloni del Penfeld, un'ottima posizione per tenere sotto controllo l'arsenale e l'accesso al porto, posto oltre 2,4 chilometri dal forte. Esso costituiva la chiave di volta della struttura difensiva cittadina.
L'area su cui si estende ha una larghezza di 375 metri, ed è posto ad una quota di circa 35 metri di altezza rispetto al Penfeld. Questo forte costituisce un esempio nell'evoluzione della struttura delle fortificazioni, da quelle progettate da Vauban (fortificazione alla moderna) a quelle a base poligonale che si iniziarono a sviluppare attorno alla metà del XIX secolo.
Il forte si presenta con una pianta pentagonale al cui interno si trova il corpo di guardia, protetto da un bastione lungo 95 metri. All'interno si trova la fortezza vera e propria, alta 6 metri, dove era posizionata l'artiglieria. Tutto attorno vi era un fossato largo 10 metri e profondo 4,55 metri. Più esternamente ancora vi era un camminamento riparato e uno aperto (glacis).
Il forte era in grado di resistere ad un assalto per tre settimane. Al suo interno era in grado di ospitare 539 soldati, tra cui 31 ufficiali, 423 fanti, 84 artiglieri e un ingegnere. Le casematte che ospitavano i soldati, potevano ospitarne fino a 120, disposti su letti a castello.
Persa la sua capacità difensiva, venne occupato dall'organizzazione Todt tedesca per costruire il Vallo Atlantico nel 1940. Nonostante non fu riattivato come postazione difensiva, venne comunque bombardato dall'aviazione americana durante la seconda guerra mondiale nel settembre del 1944.
Nel dopoguerra fu riutilizzato dalla marina nazionale francese fino al 1975. Fu studiata anche l'ipotesi di una sua demolizione per un costo di 8 milioni di franchi in 6 mesi, ma non se ne fece niente.

## Armamento
Per poter assicurare in primis la sua difesa, ma anche quella di Brest, il forte era armato con artiglieria moderna e con soldati di fanteria armati. In particolare:
- 34 pezzi d'artiglieria:
  - 8 cannoni da 8 libbre;
  - 6 cannoni da 12 libbre;
  - 6 cannoni da 4 libbre posti all'ingresso ;
  - 2 mortai;
  - 2 obici.

La cui gittata poteva raggiungere tra i 600 e i 1000 metri. Inoltre il forte era dotato di 4500 boulets e 600 bombe.